# Trochoideus masoni
Trochoideus masoni is een keversoort uit de familie zwamkevers (Endomychidae). De wetenschappelijke naam van de soort werd in 1978 gepubliceerd door Strohecker.